# 仲田一彦
仲田 一彦（なかた かずひこ、1972年〈昭和47年〉11月5日 - ）は、日本の政治家。兵庫県三木市長（3期）。元兵庫県議会議員（3期）。

## 概要
兵庫県西脇市に生まれる。西脇市立芳田小学校、西脇市立西脇南中学校を経て、兵庫県立西脇高等学校卒業。1995年（平成7年）3月、京都産業大学法学部卒業。井上喜一衆院議員の秘書を経て、2007年（平成19年）に行われた兵庫県議会議員選挙で初当選した。3回連続で当選。県議選には無所属で出馬しているが、自由民主党兵庫県連青年局長を務めている。
2017年（平成29年）5月25日、三木市の幹部慰労会に市の工事を受注する建設会社社長らが同席した問題を巡り、三木市長の薮本吉秀が1年半にわたって虚偽の説明を繰り返したことを認め辞職した。これに伴って7月2日に行われた出直し市長選挙に自民党・民進党・公明党の推薦を得て出馬し、薮本を破り初当選した。
※当日有権者数：65,622人 最終投票率：56.20%（前回比：pts）
| 候補者名 | 年齢 | 所属党派 | 新旧別 | 得票数   | 得票率 | 推薦・支持                     |
| -------- | ---- | -------- | ------ | -------- | ------ | ------------------------------ |
| 仲田一彦 | 44   | 無所属   | 新     | 26,727票 | 73.44% | （推薦）自民党・民進党・公明党 |
| 薮本吉秀 | 58   | 無所属   | 元     | 9,667票  | 26.56% |                                |

2021年（令和3年）6月6日投開票の市長選挙で薮本を破り再選。
※当日有権者数：63,392人 最終投票率：47.7%（前回比：-8.5pts）
| 候補者名 | 年齢 | 所属党派 | 新旧別 | 得票数   | 得票率 | 推薦・支持             |
| -------- | ---- | -------- | ------ | -------- | ------ | ---------------------- |
| 仲田一彦 | 48   | 無所属   | 現     | 20,209票 | 67.48% | （推薦）自民党・公明党 |
| 薮本吉秀 | 62   | 無所属   | 元     | 9,740票  | 32.52% |                        |

2025年（令和7年）6月29日投開票の市長選挙でNHK党党首の立花孝志を破り3選。
※当日有権者数：60,485人 最終投票率：44.41%（前回比：-3.29pts）
| 候補者名 | 年齢 | 所属党派 | 新旧別 | 得票数   | 得票率 | 推薦・支持             |
| -------- | ---- | -------- | ------ | -------- | ------ | ---------------------- |
| 仲田一彦 | 52   | 無所属   | 現     | 21,670票 | 82.2%  | （推薦）自民党・公明党 |
| 立花孝志 | 57   | NHK党    | 新     | 4,693票  | 17.8%  |                        |